# Miles O'Keeffe
Frank Miles O'Keeffe, detto Miles (Ripley, 20 giugno 1954), è un attore statunitense. È noto per il suo ruolo da protagonista in Tarzan, l'uomo scimmia.

## Filmografia

### Cinema
- Tarzan, l'uomo scimmia (Tarzan, the Ape Man), regia di John Derek (1981)
- Ator l'invincibile, regia di Joe D'Amato (1982)
- S.A.S. à San Salvador, regia di Raoul Coutard (1982)
- Ator 2 - L'invincibile Orion, regia di Joe D'Amato (1984)
- Sword of the Valiant - The Legend of Sir Gawain and the Green Knight, regia di Stephen Weeks (1984)
- The Bengal Lancers!, regia di Stephen Weeks (1984)
- Lone Runner - Lo scrigno dei mille diamanti (Lone Runner), regia di Ruggero Deodato (1986)
- Iron Warrior, regia di Alfonso Brescia (1987)
- Un ragazzo adorabile (Campus Man), regia di Ron Casden (1987)
- Double Target - Doppio bersaglio (Double Target), regia di Bruno Mattei (1987)
- Eroi dell'inferno, regia di Stelvio Massi (1987)
- The Drifter, regia di Larry Brand (1988)
- Waxwork - Benvenuti al museo delle cere (Waxwork), regia di Anthony Hickox (1988)
- Phantom Raiders, regia di Sonny Sanders (1988)
- Dawn of an Evil Millennium, regia di Damon Packard – cortometraggio (1988)
- La morte è di moda, regia di Bruno Gaburro (1989)
- Un poliziotto per amico (Liberty & Bash), regia di Myrl A. Schreibman (1989)
- La via della droga, regia di Michele Massimo Tarantini (1989)
- Bersaglio mobile (Cartel), regia di John Stewart (1990)
- Senza limiti 2 (Dead On: Relentless II), regia di Michael Schroeder (1992)
- Impulso omicida (Acting on Impulse), regia di Sam Irvin (1993)
- Inganni pericolosi (Sins of the Night), regia di Gregory Dark (1993)
- King's Ransom, regia di Tom Logan e Hugh Parks (1993)
- Zero Tolerance, regia di Joseph Merhi (1994)
- Caccia silenziosa (Silent Hunter), regia di Fred Williamson (1995)
- Pocahontas - La leggenda (Pocahontas: The Legend), regia di Danièle J. Suissa (1995)
- Millenium Day, regia di Ulli Lommel (1995)
- Sorvegliato a vista (Marked Man), regia di Marc F. Voizard (1996)
- Con l'acqua alla gola (Dead Tides), regia di Serge Rodnunsky (1996)
- True Vengeance, regia di David Worth (1997)
- Tiger, regia di Serge Rodnunsky (1997)
- Attacco al sistema (Diamondbacks), regia di Bernard Salzmann (1998)
- Unconditional Love, regia di Steven Rush (1999)
- Bersagli mobili (Moving Targets), regia di David Giancola (1999)
- Escape to Grizzly Mountain, regia di Anthony Dalesandro (2000)
- Blood and Honor, regia di Donald Farmer (2000)
- 50-Odd Dollars, regia di Steven Goldmann – cortometraggio (2000)
- Fatal Conflict, regia di Lloyd A. Simandl (2000)
- Out of the Black, regia di Karl Kozak (2001)
- Savage Season, regia di Mike Tristano (2001)
- The Unknown, regia di Karl Kozak (2005)
- King of the Road, regia di Monica Surrena – cortometraggio (2010)

### Televisione
- La signora in giallo (Murder, She Wrote) – serie TV, episodio 9x10 (1993)